# Sáray Bertalan
Sáray Bertalan (Budapest, 1919. október 7. – Budapest, 2014. július 2.) magyar katonatiszt, ezredes.

## Életpályája
Az elemi iskola elvégzése után a középiskolát Kőszegen a Magyar Királyi Hunyadi Mátyás Reáliskolában végezte; 1938-ban érettségizett. 1941. augusztus 20-án avatták gyalogos hadnaggyá a Ludovika Akadémián. 1942. május 1-én vonult be Pápára az 1. Honvéd Ejtőernyős Zászlóaljhoz. Még ez év őszén Budapestre, a Honvéd Központi Testnevelési Intézetbe küldték, ahol testnevelői és vívómesteri képesítést szerzett. 1944-ben főhadnagyként, mint felderítő parancsnok és századparancsnok szolgált. 1945-ben zászlóaljparancsnok volt. 1945. május 1-én Ausztriában angol fogságba esett. 1948-ban részt vett az ejtőernyős fegyvernem újjászervezésében. 1948. október 1-én megalapította az 1. Önálló Ejtőernyős Századot. 1949. március 1-én megalakult az 1. Önálló Ejtőernyős Zászlóalj. 1951. május 1-én Tapolcán megalakult az Ejtőernyős Iskola, melynek parancsnoka volt. Ezt követően Kaposváron és Taszáron szolgált 1951. március 1-i leszereléséig. 1951-ben lefokozták és két évre internálták. 1991. április 13-án Veszprémben megalakult a Magyar Ejtőernyősök Bajtársi Szövetsége, melynek elnökségi tagja volt. 1992-ben rehabilitálták és visszakapta századosi rangját. 1994-ben ezredessé léptették elő.
Sírja a Farkasréti temetőben található.

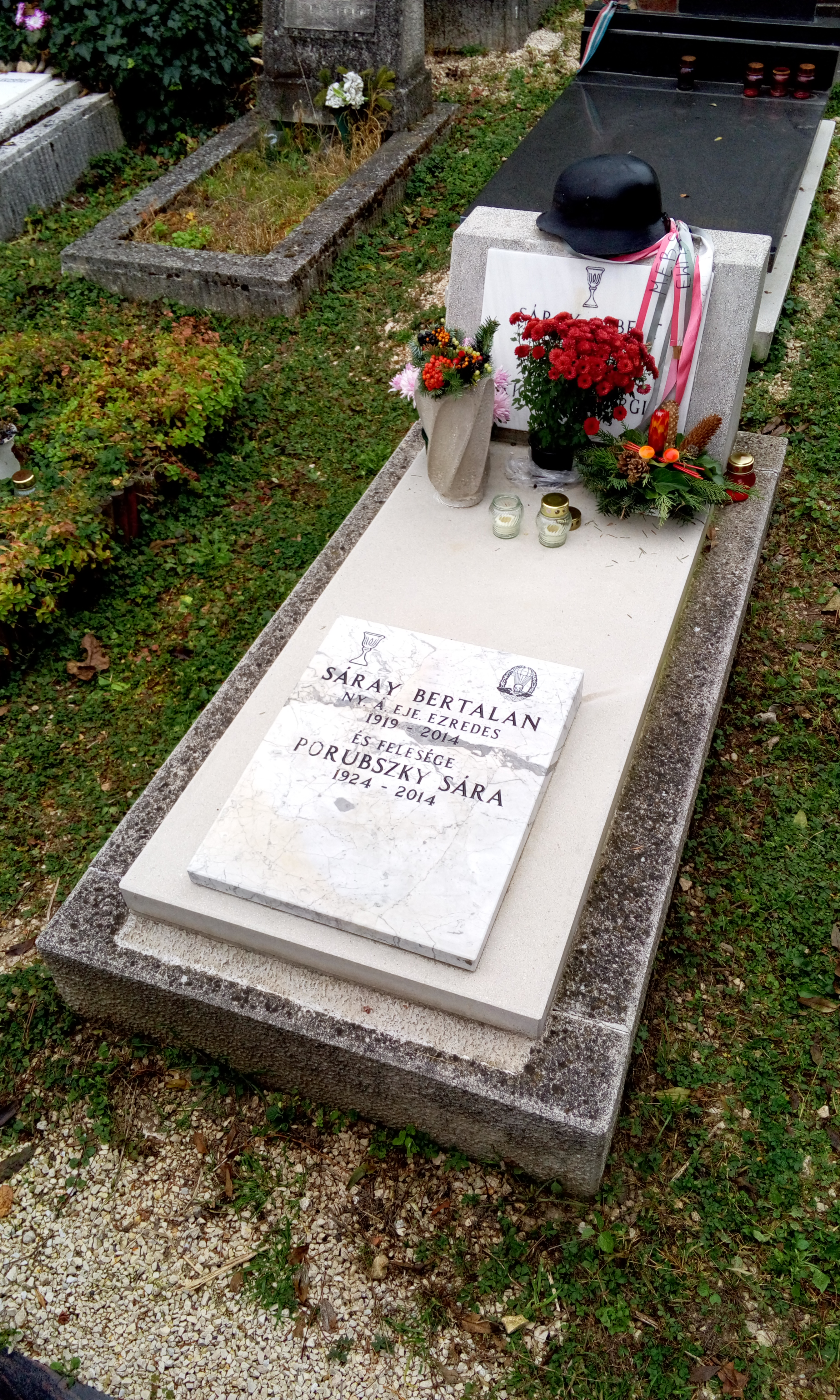
Sáray Bertalan hadisírja a Farkasréti temetőben

## Díjai
- Honvédelemért Kitüntető Cím II. osztálya (2001)